# Вжельовець
Вжельовець (пол. Wrzelowiec) — село в Польщі, у гміні Ополе-Любельське Опольського повіту Люблінського воєводства.
Населення — 455 осіб (2011).

## Демографія
Демографічна структура станом на 31 березня 2011 року:
|          | Загалом | Допрацездатний вік | Працездатний вік | Постпрацездатний вік |
| -------- | ------- | ------------------ | ---------------- | -------------------- |
| Чоловіки | 219     | 47                 | 150              | 22                   |
| Жінки    | 236     | 47                 | 126              | 63                   |
| Разом    | 455     | 94                 | 276              | 85                   |